# Burgena varia
Burgena varia là một loài bướm đêm trong họ Noctuidae.